# Niklas Larsson (spelman)
Niklas Larsson, född 1857, död 1949, var en svensk fiolspelman från Svarteborgs socken i Bohuslän. 
Till yrket var Larsson skomakare. Han var känd för sitt drivna och snabba spel. Han var en av de tre som representaerade Bohuslän vid Riksspelmansstämman i Stockholm 1910. Han deltog 1909 i en spelmanstävling i Ljungskile och året därpå uppträdde han på Musikaliska Akademien i Stockholm. Han deltog i 7-8 tävlingar och fick oftast förstapriset. 

## Upptecknade låtar
I Svenska Låtar, Bohuslän, finns 14 låtar av Niklas Larsson upptecknade. Ytterligare uppteckningar finns av Einar Övergaard i "Einar Övergaards folkmusiksamling" av Märta Ramsten.

## Inspelningar
Det finns fem låtar inspelade på fonografrullar, troligen från en spelmanstävling i Grunnebo 1916.  Fyra av dessa fonografinspelningar finns överförda till grammofonskiva (Äldre svenska spelmän, vol. 2, CBS 80752).